# Gastronomía de Chad
La gastronomía chadiana es la representación de las tradiciones culinarias de Chad. Se basa principalmente en el mijo, la carne y, en algunas provincias, el pescado.

## Productos básicos

### La bola
La bola de cereal, un tipo de polenta, es el plato más popular en Chad, donde se come a diario. Se llama gou en zaghawa, tibi en tedaga, tii por los daza, biri en kanembou y asida o esh en árabe chadiano. Una variante común es el kissar (o kisâr), una tortita de mijo o arroz, que se consume más en las ciudades que en el campo.
El mijo también se utiliza para elaborar una cerveza llamada merisä. En la región del Sahel, las comidas se acompañan con té verde o rojo.

### Carne y pescado
Chad es un país ganadero donde se consumen carnes a la parrilla, como pollo, cabra, ternera, cordero y camello, en pequeñas cantidades. El doulouf (o kourakoura) se elabora con jarrete de ternera (o dihine bagar), con una salsa de tomate, cebolla y especias.
El pescado se consume en todo Chad, donde es muy apreciado.
También se consumen diversos insectos, generalmente asados directamente al fuego.

### Guarniciones
El quimbombó fresco o seco, los cacahuetes, los tomates secos, los chiles y las cebollas son condimentos comunes.
Los dátiles son muy consumidos, especialmente en las regiones del norte. Se utilizan, entre otras cosas, para elaborar pasteles como las diblas o la adjiné zarga.

## Selección de platos
Las recetas más conocidas de la región del Sahel son:
- Salsa charmut, hecha con carne seca;
- Tagallié, una salsa de carne seca: es una salsa tradicional chadiana que se puede comer con kissar (pan plano) o esh (bola);
- Muluukhiye, o verdura pegajosa;
- Daraba (okra), o verdura pegajosa;
- Tan koul, una salsa pegajosa preparada en el sur del Chad;
- Karkandji (acedera): hojas de acedera preparadas con carne o pescado (fresco, seco o ahumado) y sazonadas con pasta de cacahuete o harina de sésamo;
- Moula loubiya, una salsa de hojas de judía;[7]
- Kumranga o moula hidjilidj, una salsa de hojas de jaboncillo. Las gachas de avena, comúnmente llamadas madide o madide djir, son uno de los platos favoritos de los chadianos. En Chad existen varios tipos de gachas:
- Gachas elaboradas con pasta de cacahuete blanco, mijo descascarillado, leche cuajada y harina de trigo, llamadas madide foule;
- Gachas elaboradas con harina de mijo sin descascarillar, llamadas madide boutoukou o madide ambardam;
- Gachas elaboradas con harina de mijo blanco descascarillado, leche y azúcar, llamadas madide djir.[8]

Chad es la cuna de la espirulina, cosechada por los kanembou en las orillas del lago Chad. Esta alga verdeazulada es una cianobacteria rica en proteínas (70 %) que se utiliza para combatir la desnutrición.

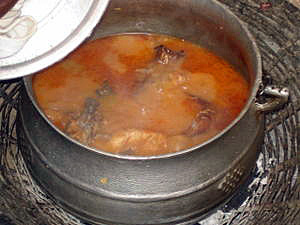
Chorba (sopa tradicional).
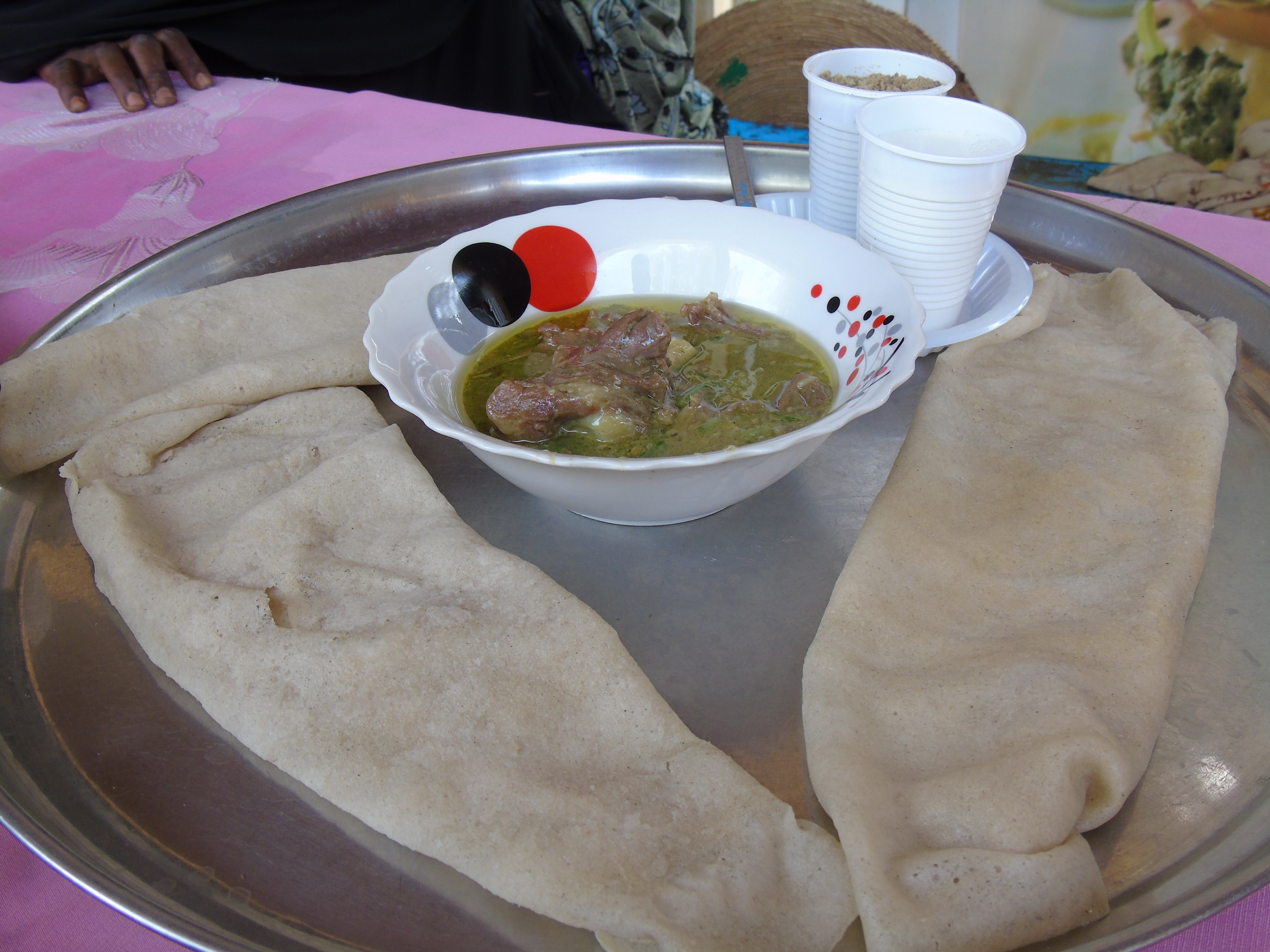
Kissar (pan plano) elaborado con mijo, servido con salsa de verduras.
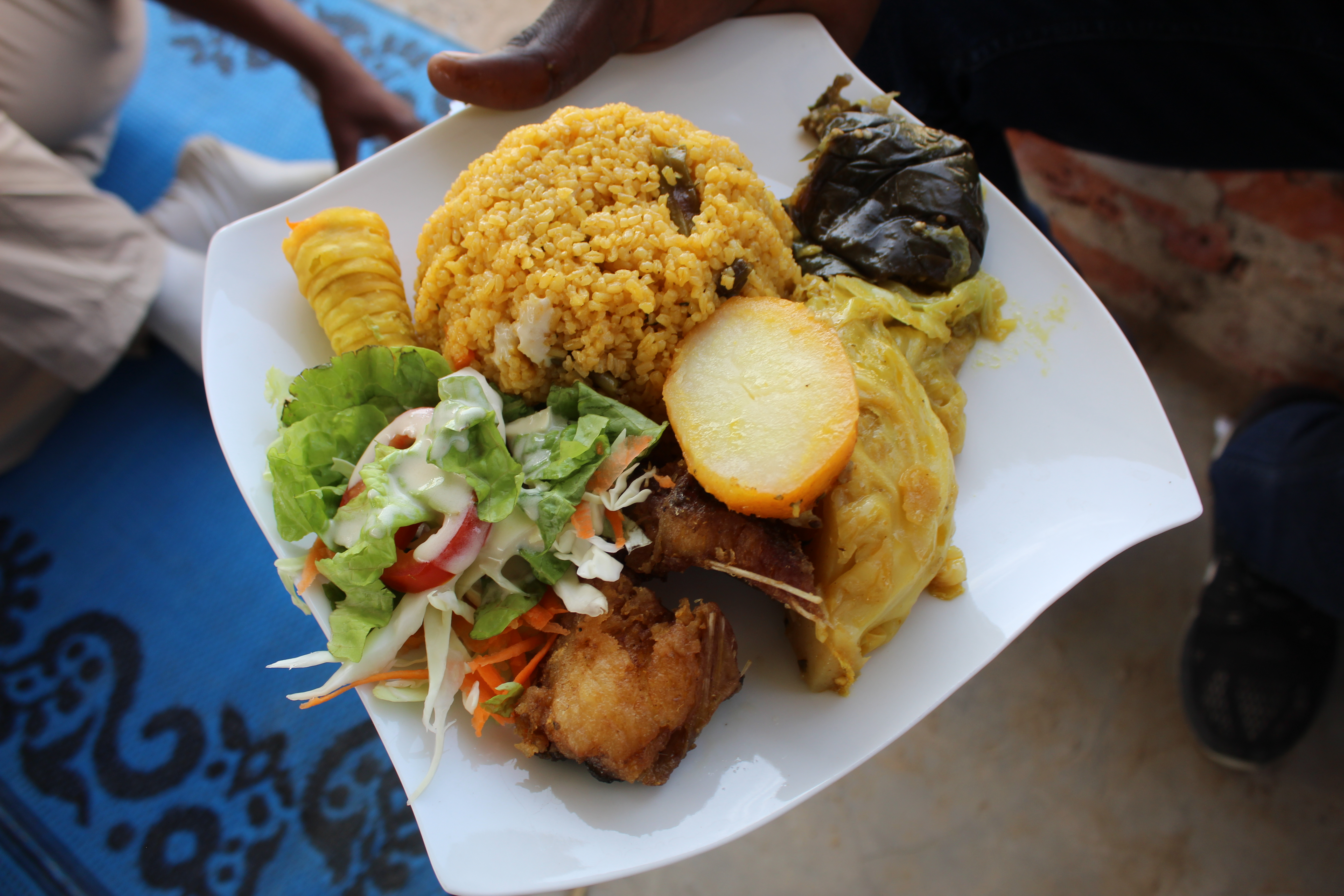
Arroz salteado al estilo chadiano
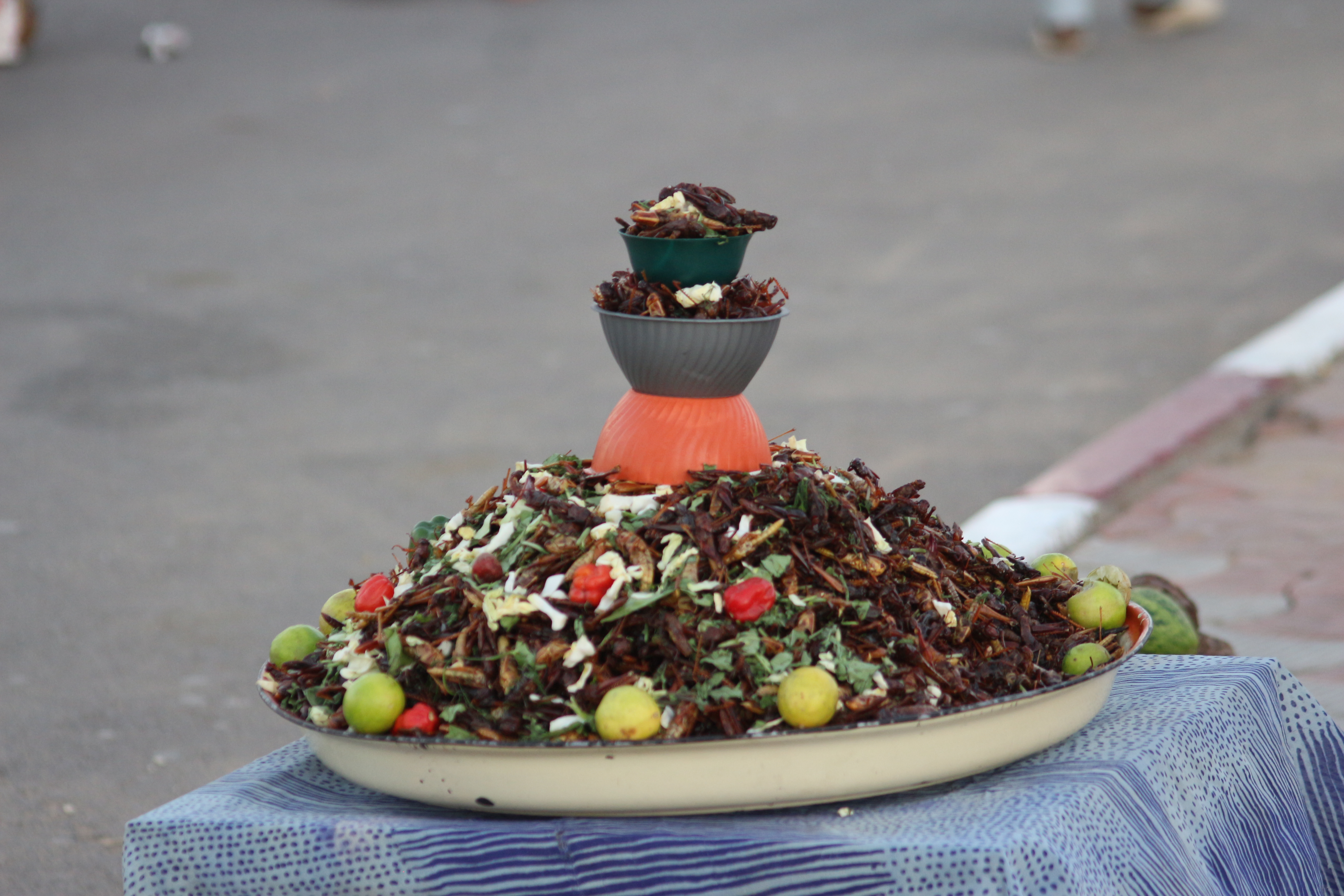
Grillos a la parrilla
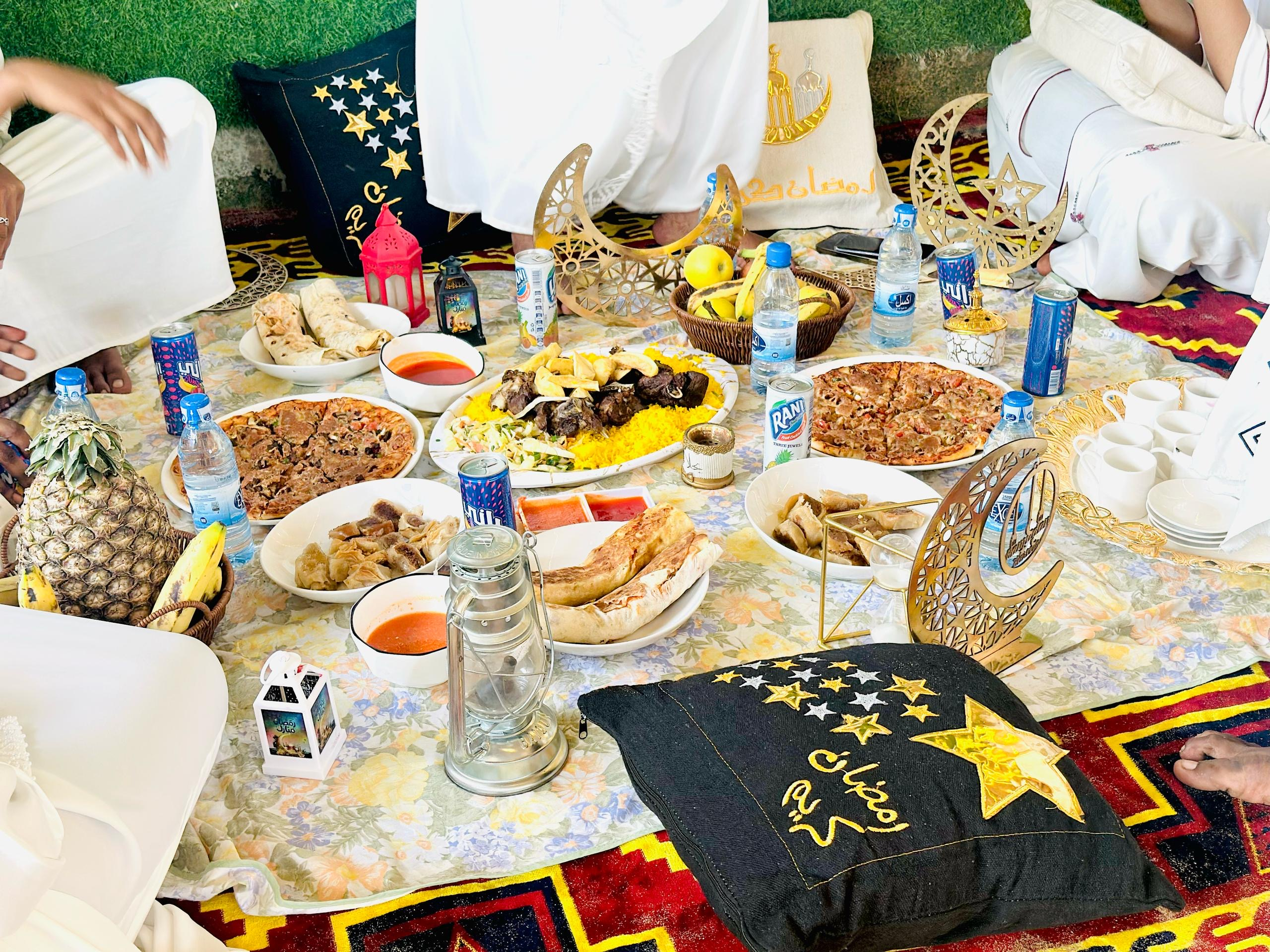
Comida durante en Ramadán